# Partia Socjaldemokratyczna (Serbia)
Partia Socjaldemokratyczna (serb. Социјалдемократска странка / Socijaldemokratska stranka, SDS) – serbska partia polityczna o profilu socjaldemokratycznym, początkowo działająca pod nazwą Nowa Partia Demokratyczna (serb. Nova demokratska stranka / Нова демократска странка, NDS).

## Historia
W 2014 były już prezydent Boris Tadić opuścił Partię Demokratyczną, zapowiadając budowę Nowej Partii Demokratycznej, a także formowanie wspólnego bloku w przedterminowych wyborach parlamentarnych zaplanowanych na marzec. Z uwagi na brak czasu na rejestrację nowej partii, nawiązał współpracę z ugrupowaniem Zieloni Serbii, którzy ogłosili swoje zjednoczenie z nową inicjatywą. Formalnie proces polegał na przekształceniu dotychczas istniejącej formacji ZS w ugrupowanie pod nazwą Nowa Partia Demokratyczna – Zieloni. W wyborach koalicja byłego prezydenta skupiona wokół NDS-Z uzyskała około 6% głosów i 18 mandatów.
W czerwcu 2014 Boris Tadić postanowił wyodrębnić Nową Partię Demokratyczną. Zieloni Serbii powrócili wówczas do poprzedniej nazwy. W październiku NDS zmieniła nazwę na Partia Socjaldemokratyczna, wybierając byłego prezydenta na swojego przewodniczącego.
Na potrzeby przedterminowych wyborów w 2016 socjaldemokraci podpisali porozumienie z Ligą Socjaldemokratów Wojwodiny i Partią Liberalno-Demokratyczną. Koalicja uzyskała 5% głosów i 14 mandatów w Zgromadzeniu Narodowym. W 2020 ugrupowanie ostatecznie zbojkotowało kolejne wybory parlamentarne. Na potrzeby wyborów w 2022 SDS współtworzyła koalicję m.in. z Nową Partią, która nie uzyskała poselskiej reprezentacji. W 2023 partia startowała z formacją Dosta je bilo; wspólna lista nie przekroczyła progu wyborczego.